# Campionati tedeschi di sci alpino 1999
I Campionati tedeschi di sci alpino 1999 si svolsero in Austria, ad Altenmarkt-Zauchensee e a Seefeld in Tirol, dal 19 al 28 marzo. Il programma incluse gare di discesa libera, supergigante, slalom gigante e slalom speciale, sia maschili sia femminili.
Trattandosi di competizioni valide anche ai fini del punteggio FIS, vi parteciparono anche sciatori di altre federazioni, senza che questo consentisse loro di concorrere al titolo nazionale tedesco.

## Risultati

### Uomini

#### Discesa libera
| Pos. | Atleta                | Nazione     | Tempo   |
| ---- | --------------------- | ----------- | ------- |
| 1    | Max Rauffer           | Germania    | 1:13,80 |
| 2    | Christian Deißenböck  | Germania    | 1:14,34 |
| 3    | Florian Eckert        | Germania    | 1:14,61 |
| 4    | Stefan Stankalla      | Germania    | 1:14,84 |
| 5    | Martin Kraus          | Germania    | 1:15,01 |
| 6    | Christian Prassberger | Germania    | 1:15,25 |
| 7    | Claudio Dietrich      | Austria     | 1:15,31 |
| 8    | Hans Grugger          | Austria     | 1:15,38 |
| 9    | Finlay Mickel         | Regno Unito | 1:15,43 |
| 10   | Thorsten Götze        | Germania    | 1:16,01 |

Data: 19 marzo

Località: Altenmarkt-Zauchensee

#### Supergigante
| Pos. | Atleta                | Nazione  | Tempo   |
| ---- | --------------------- | -------- | ------- |
| 1    | Benjamin Raich        | Austria  | 1:03,70 |
| 1    | Max Rauffer           | Germania | 1:03,70 |
| 3    | Stefan Stankalla      | Germania | 1:03,93 |
| 4    | Martin Kraus          | Germania | 1:04,64 |
| 5    | Stephan Görgl         | Austria  | 1:04,74 |
| 6    | Thorsten Götze        | Germania | 1:05,06 |
| 7    | Christian Prassberger | Germania | 1:05,56 |
| 8    | Franz Benkert         | Germania | 1:06,03 |
| 9    | Gerhard Speiser       | Germania | 1:06,21 |
| 10   | Niclas Gonitianer     | Germania | 1:06,28 |

Data: 21 marzo

Località: Altenmarkt-Zauchensee

#### Slalom gigante
| Pos. | Atleta           | Nazione     | Tempo   |
| ---- | ---------------- | ----------- | ------- |
| 1    | Markus Eberle    | Germania    | 2:01,00 |
| 2    | Jernej Koblar    | Slovenia    | 2:01,04 |
| 3    | Stefan Stankalla | Germania    | 2:01,72 |
| 4    | Max Rauffer      | Germania    | 2:02,43 |
| 5    | Florian Eckert   | Germania    | 2:02,53 |
| 6    | Gerhard Speiser  | Germania    | 2:02,63 |
| 7    | Alois Vogl       | Germania    | 2:03,02 |
| 8    | Josef Schild     | Austria     | 2:03,49 |
| 9    | Rishu Okada      | Giappone    | 2:03,67 |
| 10   | Alain Baxter     | Regno Unito | 2:03,70 |
| 10   | Mitja Dragšič    | Slovenia    | 2:03,70 |

Data: 28 marzo

Località: Seefeld in Tirol

#### Slalom speciale
| Pos. | Atleta          | Nazione     | Tempo   |
| ---- | --------------- | ----------- | ------- |
| 1    | Florian Eckert  | Germania    | 1:36,75 |
| 2    | Alain Baxter    | Regno Unito | 1:37,55 |
| 3    | Mitja Valenčič  | Slovenia    | 1:37,67 |
| 4    | Andreas Ertl    | Germania    | 1:37,80 |
| 5    | Matjaž Vrhovnik | Slovenia    | 1:37,98 |
| 6    | Markus Eberle   | Germania    | 1:38,15 |
| 6    | Gerhard Speiser | Germania    | 1:38,15 |
| 8    | Manfred Pranger | Austria     | 1:38,78 |
| 9    | Jernej Koblar   | Slovenia    | 1:38,92 |
| 10   | Franz Benkert   | Germania    | 1:39,28 |

Data: 27 marzo

Località: Seefeld in Tirol

### Donne

#### Discesa libera
| Pos. | Atleta             | Nazione   | Tempo   |
| ---- | ------------------ | --------- | ------- |
| 1    | Regina Häusl       | Germania  | 1:19,67 |
| 2    | Sibylle Brauner    | Germania  | 1:19,81 |
| 3    | Petra Haltmayr     | Germania  | 1:20,11 |
| 4    | Hilde Gerg         | Germania  | 1:20,20 |
| 5    | Jenny Owens        | Australia | 1:20,75 |
| 6    | Katrin Horn        | Germania  | 1:21,07 |
| 7    | Miriam Vogt        | Germania  | 1:21,39 |
| 8    | Alexandra Grauvogl | Germania  | 1:21,80 |
| 9    | Ellen Hild         | Germania  | 1:22,12 |
| 10   | Karin Zehentner    | Germania  | 1:22,54 |

Data: 19 marzo

Località: Altenmarkt-Zauchensee

#### Supergigante
| Pos. | Atleta            | Nazione   | Tempo   |
| ---- | ----------------- | --------- | ------- |
| 1    | Regina Häusl      | Germania  | 1:06,78 |
| 2    | Martina Lechner   | Austria   | 1:07,52 |
| 3    | Eveline Rohregger | Austria   | 1:08,10 |
| 4    | Maren Günter      | Germania  | 1:08,51 |
| 5    | Petra Haltmayr    | Germania  | 1:08,55 |
| 6    | Miriam Vogt       | Germania  | 1:09,88 |
| 7    | Jenny Owens       | Australia | 1:10,33 |
| 8    | Simone Behringer  | Germania  | 1:10,60 |
| 9    | Annemarie Gerg    | Germania  | 1:10,61 |
| 10   | Stefanie Stemmer  | Germania  | 1:10,82 |

Data: 21 marzo

Località: Altenmarkt-Zauchensee

#### Slalom gigante
| Pos. | Atleta                    | Nazione   | Tempo   |
| ---- | ------------------------- | --------- | ------- |
| 1    | Maren Günter              | Germania  | 2:07,07 |
| 2    | Annemarie Gerg            | Germania  | 2:07,36 |
| 3    | Hilde Gerg                | Germania  | 2:07,39 |
| 4    | Carolina Waidhofer-Dummer | Austria   | 2:07,40 |
| 5    | Katja Wirth               | Austria   | 2:08,09 |
| 6    | Lucie Hrstková            | Rep. Ceca | 2:08,34 |
| 7    | Eva Kurfürstová           | Rep. Ceca | 2:08,53 |
| 8    | Stefanie Luckmaier        | Germania  | 2:09,06 |
| 9    | Elisabeth Brandner        | Germania  | 2:09,19 |
| 10   | Katrin Horn               | Germania  | 2:09,48 |

Data: 27 marzo

Località: Seefeld in Tirol

#### Slalom speciale
| Pos. | Atleta                    | Nazione       | Tempo   |
| ---- | ------------------------- | ------------- | ------- |
| 1    | Eveline Rohregger         | Austria       | 1:41,00 |
| 2    | Eva Walkner               | Austria       | 1:42,16 |
| 3    | Karin Truppe              | Austria       | 1:42,34 |
| 4    | Elisabeth Görgl           | Austria       | 1:42,42 |
| 5    | Annemarie Gerg            | Germania      | 1:42,73 |
| 6    | Carolina Waidhofer-Dummer | Austria       | 1:42,85 |
| 7    | Claudia Riegler           | Nuova Zelanda | 1:43,27 |
| 8    | Petra Knor                | Austria       | 1:43,52 |
| 9    | Sandra Nemeth             | Austria       | 1:43,68 |
| 10   | Tamara Schädler           | Liechtenstein | 1:44,00 |
| 11   | Petra Haltmayr            | Germania      | 1:44,24 |
|      |                           |               |         |
| 13   | Stefanie Luckmaier        | Germania      | 1:44,88 |

Data: 28 marzo

Località: Seefeld in Tirol